# Shendeh
Shendeh (persiska: شنده) är en ort i Iran.   Den ligger i provinsen Alborz, i den norra delen av landet, 60 km nordväst om huvudstaden Teheran. Shendeh ligger 1 510 meter över havet och antalet invånare är 970.
Terrängen runt Shendeh är varierad.Runt Shendeh är det ganska tätbefolkat, med 86 invånare per kvadratkilometer. Närmaste större samhälle är Naz̧arābād, 17,2 km väster om Shendeh. Trakten runt Shendeh består i huvudsak av gräsmarker.